# Johann Winnigstedt
Johann Winnigstedt (* um 1500 in Halberstadt; † 25. Juli 1569 in Quedlinburg) war ein deutscher Chronist und lutherischer Pfarrer während der Reformationszeit.

## Leben
Johann Winnigstedt wurde um 1500 als Kind einer alten adeligen Familie in Halberstadt geboren und wurde dort im Stift der Augustiner-Chorherren erzogen; dort wurde er durch den Prior Heinrich Winkel für die Gedanken der Reformation gewonnen. Im Spätherbst 1525 wurde Winnigstedt als Nachfolger Winkels Prediger an St. Martini in Halberstadt, wurde aber nach einem halben Jahr abgesetzt, weil er das Abendmahl nach reformatorischer Art mit Brot und Wein gespendet hatte. Im Herbst 1526 wurde er Pfarrer in der St.-Johannis-Kirche, wo er zwar mit großem Erfolg im Sinne der Reformation predigte, sich mit Änderungen der Liturgie aber zunächst zurückhielt. Erst in der Fastenzeit 1529, als er – von Gemeindemitgliedern dazu gedrängt – offiziell das evangelische heilige Abendmahl feierte, wurde er durch das Domkapitel von seinem Posten entfernt. Nach einem Besuch in Braunschweig kehrte er nach Halberstadt zurück, um sich auf ein Theologiestudium in Wittenberg vorzubereiten. Ein Versuch der altgläubigen Stadtoberen, ihn zum Verbleib im Priesteramt zu bewegen, scheiterte.
Nach dem Studium in Wittenberg, wo ihn neben Martin Luther vor allem Johannes Bugenhagen förderte, ging er wahrscheinlich 1531 nach Einbeck, wo er an der Marktkirche St. Jacobi seinen Dienst ausübte. Vom Superintendenten Gottschalk Kropp empfohlen, ging er von dort aus 1533 in die westfälische Stadt Höxter und wurde erster evangelischer Pfarrer. Hier arbeitete er – in ständigen Konflikten mit dem Abt des Klosters Corvey – eine reformatorische Kirchenordnung aus, die aber vom Rat der Stadt nicht angenommen wurde. 1538 wechselte er auf die Stelle eines Diakons an der Kirche St. Cosmas und Damian in Goslar, wo das evangelische Bekenntnis bereits durchgesetzt war. Nach der Einführung der Reformation durch die Quedlinburger Äbtissin Anna zu Stolberg wurde er 1539 Pfarrer an der  dortigen St.-Blasii-Kirche. 1540 wurde er auf Bitten seiner ehemaligen Gemeinde nochmals Pfarrer an der Halberstädter St.-Johannis-Kirche, kehrte aber schon  nach neun Wochen nach Quedlinburg zurück, wo er bis zu seinem Lebensende Pfarrer zu St. Blasii war.
Winnigstedt veröffentlichte kleinere exegetische Abhandlungen und eine polemische Schrift gegen den Raub des Kirchengutes. Besonders bekannt wurde er durch eine handschriftlich erhaltene Chronik der Kirchen und Klöster in Halberstadt, die 1732 durch Caspar Abel gedruckt wurde.

## Nachkommen
- Zacharias Winnigstedt, ab 1564 Rektor zu Nordhausen
- ? Winnigstedt; heiratete den Pfarrer der Liebfrauenkirche (1573–1591), Diakon zu St. Sylvestri (ab 1564), Lehrer (1559–1564) am Lyzeum und Rektor (1561–1564) an der lateinischen Schule in Wernigerode, Zacharias Hardegen (?–1591)
- Magdalena Winnigstedt (1537–1569); heiratete um 1560 Simon Stisser (1522–1583)